# 革命共产党 (智利)
革命共产党 （西班牙語：Partido Comunista Revolucionario）是智利的一个已不存在的共产主义政党。该党成立于1966年，其创始成员来自于“斯巴达克”组织（由瓦尔帕莱索参议员海梅·巴罗斯·佩雷斯·科塔波斯领导的一个被驱逐出智利共产党的团体）和革命共产主义联盟（另一个从智利共产党分裂出的团体）。该党由赫尔赫·帕拉西奥斯和大卫·本基斯领导。该党支持中国共产党在中苏论战中的立场。
1979年，该党分裂出智利共产党（无产阶级行动）。1980年与12个毛派政党和组织一同举行马列主义政党和组织国际会议。1981年左右，该党于内部冲突中瓦解。1985年，该党的部分成员创建“雷卡瓦伦共产主义组织”。